# Жига, Иван Фёдорович
Иван Фёдорович Жига (наст. фамилия Смирнов; 29 января 1895, с. Ивановское — 9 ноября 1949, Москва) — русский советский писатель, очеркист.
Активный участник Февральской и Октябрьской революций, в 1917 году делегат II Всероссийского съезда Советов. Один из первых сотрудников газеты «Правда», член Союза писателей СССР с года его основания. Во время Великой Отечественной войны — в «писательской роте» Московского ополчения.

## Биография
Родился 29 января (10 февраля) 1895 года в селе Ивановское Юхновского уезда Смоленской губернии, в семье рабочего.
В 1913 году в 17 лет пошёл работать молотобойцем на Тульский патронный завод, где, сблизившись с большевиками, начал работать в большевистском подполье, распространял нелегальные листовки и газеты, собирал деньги на «Правду», а с 1914 года стал её сотрудником — писал корреспонденции.
В 1915 мобилизован в царскую армию, служил в Ревеле, связался с ревельской большевистской организацией и стал вести революционную работу среди солдат ревельского гарнизона. Печатался в ревельских газетах под псевдонимом «Солдат Жига». Один из тех, кто в 1917 году распропагандировал войска Временного правительства, посланные для подавления[прояснить] Московского восстания. Был избран членом солдатского комитета и Ревельского Совета рабочих и солдатских депутатов.
Член РСДРП(б) с 1917 года. В октябре 1917 года делегат II Всероссийского съезда Советов — голосовал за переход власти к Советам.
В ноябре 1917 года участвовал в боях против  войск Краснова, подавлении   выступления юнкеров Владимирского училища.
В конце 1917 — начале 1918 года один из секретарей Исполнительного комитета Эстонии, после оккупации немцами Эстонии в 1918 году возвратился в Петроград.
В 1918—1922 годах — в ЧК, сначала в Петрограде — осенью 1919 года был в рядах защитников Петрограда от наступавшего Юденича, затем в Москве — начальник следственной части.
В 1922 году М. И. Ульянова пригласила Жигу на работу в «Правду» ответственным секретарём. По его инициативе организуется журнал «Рабоче-крестьянский корреспондент».
Одновременно учился в Брюсовском литературном институте, затем в 1-м МГУ.
В 1924—1925 годах работал в газете «Голос рабочего» (Богородск), в 1925 году — редактор газеты «Колотушка» (Орехово-Зуево).
В 1928—1932 годах — активный сотрудник ВОПП «Кузница», секретарь партийной организации Федерации советских писателей, состоял членом редколлегии «Литературной газеты».
В 1934 году был делегатом на Первом съезде писателей СССР, став одним из первых членов Союза писателей СССР.
В 1939 году по поручению Союза писателей СССР едет в Якутию, проводит там Первый съезд якутских писателей Якутии, под его редакцией выходит ряд сборников якутских писателей, результатом этой поездки явилась книга «Якутия, как она есть» (1941), после войны продолжив поддерживать якутских писателей, организуя их публикации в Москве.
Во время Великой Отечественной войны вступил добровольцем в народное ополчение, служил в «писательской роте» 8-й Краснопресненской дивизии Народного ополчения города Москвы. Участвовал в боях, прошёл «Вяземский котёл», сотрудничал в армейских газетах, в частности во «Врага на штык!» 4-й Ударной армии Калининского фронта. Награждён Орденом Красной Звезды (1943).
После войны снова работал в «Правде», по заданию редакции ездил на Урал, в Киргизию, Закарпатскую Украину.
Умер в 1949 году в Москве. Похоронен на 19 участке Ваганьковского кладбища.

## Творчество
Автор очерков о быте рабочих, о социалистическом строительстве. Первая книга очерков «Думы рабочих, заботы, дела» (1927) сыграла большую роль в развитии советского очерка, материалом для неё послужили факты из жизни Глуховки и Богородска. М. Горький писал об этом очерке: «Живая книга! Каждая страница „Дум“ до предела насыщена живой жизнью». Затем последовали очерки на ту же тему: «Новые рабочие», «На Красном путиловце», «Подземная газификация» и другие, а также очерки-воспоминания об Октябрьской революции и Гражданской войне («Ночь Октября», 1935, «Первый бой», 1948). После смерти обнаружилась рукопись воспоминаний о М. Горьком, подготовленная к печати писателем В. М. Бахметьевым.

Преобладающий в творчестве Жиги литературный жанр — бытовой, социально-насыщенный очерк. Для понимания идеологии и настроений современного рабочего книги Жиги дают чрезвычайно много. Им чужд тот слащавый интеллигентский пафос, который мешает видеть рабочего в его реально-бытовой обстановке. Начав с обследования квартир, пройдя рабочие казармы, изучив их обитателей в дни отдыха, праздников и работы. Перед нами художник-очеркист, привыкший рассматривать жизненные явления в их диалектическом развитии. Очень ценны и содержательны зарисовки, вошедшие в его книгу «Думы рабочих, заботы, дела». В своих очерках Жига умело оперирует цифрами, документами, статистическими данными. К недостаткам его творчества надо отнести несколько штампованный язык.— Литературная энциклопедия

### Сноски
1. ↑  Т. К. Пастернак. Жига (Смирнов) Иван Федорович. К 120-летию со дня рождения (1895—1949) // Знай и люби свой край: библиографический указатель. — Смоленск: Смоленская областная универсальная библиотека им. А. Т. Твардовского, отдел краеведческой литературы, 2015. — С. 66—68. Архивировано 26 ноября 2019 года.
2. ↑  Из истории русско-якутских литературных связей советского периода (20-40-e годы) / Никита Петрович Канаев. — Кн. изд-во, 1973—164 с. — стр. 99-100